# Johannes Müller (Politiker, 1785)
Johannes Müller jun. (* 14. August 1785 in Bensheim; † 10. Januar 1867 ebenda) war ein hessischer Gerbereibesitzer und Politiker und Abgeordneter der 2. Kammer der Landstände des Großherzogtums Hessen.
Johannes Müller war der Sohn des Rotgerbermeisters Johannes Müller sen. und dessen Ehefrau Anna Maria, geborene Horschler. Müller, der katholischen Glaubens war, war Gerbereibesitzer und Weinhändler in Bensheim. Er heiratete am 10. September 1811 in Bensheim Elisabeth geborene Starck (1798–1812). Nach deren Tod heiratete er am 23. November 1812 deren Schwester Margarethe (1787–1821). Am 26. Mai 1823 heiratete er in dritter Ehe Jeanette geborene Guntrum (1804–1852), die Tochter des Wirts „Zur goldenen Krone“ in Auerbach, Wilhelm Guntrum.
Von 1851 bis 1856 gehörte er der Zweiten Kammer der Landstände an. Er wurde für den Wahlbezirk Starkenburg 4/Bensheim gewählt. Er war auch Mitglied des Stadtrates in Bensheim.